# 羅伯特·皮廷格

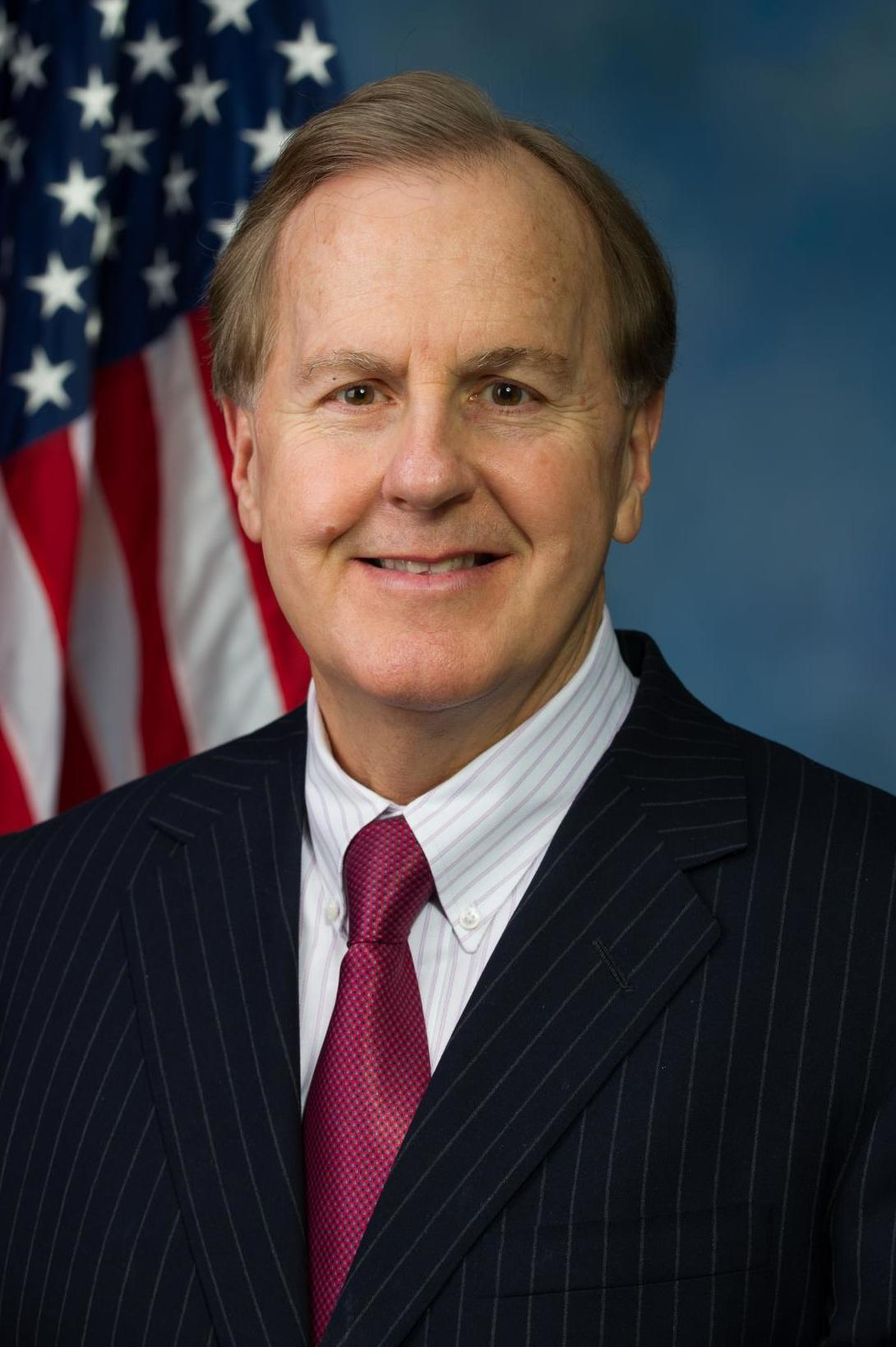
羅伯特·皮廷格照片

羅伯特·皮廷格（英語：Robert Pittenger；1948年8月15日—）是美國的一位政治人物。自2013年開始，他是北卡羅來納州第9選舉區選出的美國眾議院議員。他的黨籍是共和黨。在當選國會議員之前，他曾是北卡羅來納州眾議院議員和北卡羅來納州參議院議員。2016年，在没有竞争对手的情况下他竞选自己的第三任期并获得了连任。